# Огорцов, Пауль
Пауль Огорцов (нем. Paul Ogorzow; 29 сентября 1912, Мунтово, Варминско-Мазурское воеводство — 26 июля 1941, Плётцензее) — немецкий серийный убийца и насильник, действовавший в нацистской Германии. Совершил 32 нападения на женщин с целью изнасилования, в том числе 8 убийств и 2 покушения между августом 1939 года и июлем 1941 года. Приговорён к смертной казни и казнён.

## Биография
Родился 29 сентября 1912 года в деревне Мунтовен (Восточная Пруссия, Германская империя) у работницы фермы Марии Сага. Родной отец Пауля не был известен. В 1924 году его мать вышла замуж за фермера Иоганна Огорзофа, который усыновил будущего серийного убийцу и дал ему свою фамилию.  В подростковом возрасте Пауль Огорзоф подрабатывал на фермах местных жителей и помогал по хозяйству своему отчиму. В 18 лет устроился работать на сталелитейный завод и переехал жить в Науэн. В 1934 году устроился работать обходчиком путей на «Германской железной дороге», к моменту ареста дослужился до должности стрелочника и одновременно помощника связиста станции «Берлин-Руммельсбург».
С 1931 года был членом НСДАП, а с 1934 и СА, где на момент ареста имел звание шарфюрера.  Был женат, имел двух детей. Соседями и коллегами по работе характеризовался положительно. Дисциплинарных взысканий по службе не имел.

## Нападения в вагонах
Имея на службе форму железнодорожника, Огорцов вечерами ждал жертв в пустых вагонах. Вагоны тогда не освещались. А работник железной дороги никогда не вызывал опасений у одиноких пассажирок. Он, выдавая себя за кондуктора просил жертву предъявить билет, затем насиловал, если жертвы начинали сопротивляться. Огорзоф угрожал им ножом, который всегда носил с собой. Преступник никогда не обворовывал своих жертв.
Первое нападение, по собственным словам, он совершил ещё 13 августа 1939 года, тогда он не стал убивать изнасилованную им женщину, а та побоялась подавать заявление в полицию. В период с августа 1939 по октябрь 1940 Огорцов изнасиловал не менее 20 девушек и женщин. Никто из них не подал заявления в полицию, так как всем им Огорцов пригрозил, что найдёт и убьёт их.
Однако вечером 4 октября 1940 года при нападении на очередную жертву — 20-летнюю Герду Диттер, она начала сопротивляться и звать на помощь, а после совершения насильственного полового акта стала кричать, что пойдёт в полицию. По словам Огорцова, это вызвало в нём «неконтролируемый приступ гнева», и он задушил девушку. После чего преступник решил не оставлять своих жертв живыми. Схема совершения преступления оставалась прежней, но по новому плану после изнасилования он душил жертву или забивал свинцовым кабелем, а труп выбрасывал из вагона. Таким образом, за 10 месяцев (с октября 1940 по июль 1941) преступник напал ещё на 10 девушек и женщин, и лишь две жертвы выжили после его нападения.
Полиция начала искать подозреваемого. Однако в то время немецкие власти подвергали цензуре любые плохие новости. Таким образом, начальник криминальной полиции Берлина Вильгельм Людтке не мог публично передать информацию о преступлениях или предупредить население об опасности ездить поездом в вечернее и ночное время.

## Расследование
Расследованием этого дела занимались лучшие детективы Крипо. К декабрю 1940 года 5000 из 8000 железнодорожников Берлина и окрестностей были допрошены. На поездах были удвоены полицейские патрули, а нацистская партия отправила солдат для защиты женщин, которые ездили железной дорогой. Женщины-полицейские выступали в роли приманки для преступника. Другие агенты были замаскированы под железнодорожных рабочих. На всех станциях детективы наблюдали за каждым жителем пригородной зоны. Но в это время Огорцов прекратил совершать преступления и даже добровольно провожал одиноких женщин до дома. Масштабная операция полиции не принесла результатов. Однако 3 июля 1941 года Огорцов снова изнасиловал 34-летнюю женщину в вагоне поезда и проломил ей череп.

## Арест, суд, казнь
Днём 17 июля 1941 года Пауль Огорцов попал в поле зрения полиции, когда один из детективов заметил, как тот несколько часов без дела прогуливался у железнодорожного склада. Огорцов пояснил, что хотел встретить знакомую, чтобы по её просьбе проводить домой, так как муж женщины был в армии.
Однако полицейский осмотрел униформу Огорцова и обнаружил на ней замытые пятна крови. Пауля Огорцова арестовали по подозрению в убийствах.
На допросе, который проводил лично начальник криминальной полиции города, его опознала выжившая жертва. Полиция предъявила ему поднос с черепами нескольких убитых им женщин. Однако Огорзоф сначала отрицал любую причастность к убийствам и лишь после откровенного разговора с тогда ещё помощником комиссара отдела по особо тяжким преступлениям уголовной полиции Берлина Георгом Хойзером сознался в совершенных преступлениях. На суде Огорцов просил направить себя на принудительное лечение в психиатрическую лечебницу, потому что якобы начал испытывать «временные приступы агрессии и неконтролируемый гнев» после лечения депрессии у еврейского доктора.
21 июля 1941 года Огорцова исключили из нацистской партии и СА.
Вечером 24 июля 1941 года Пауль Огорцов был признан виновным в 32 нападениях на женщин, 8 из которых закончились их убийством, и приговорён к «смертной казни в течение 36 часов».
В 6 часов утра 26 июля 1941 года он был обезглавлен в берлинской Плётцензской тюрьме.
После его смерти мозг Огорцова был доставлен нацистским врачам для изучения. Ныне он утерян.
Расследованию дела Пауля Огорцова посвящён третий эпизод сериала «Загадочные убийства: Нацисты» (Nazi Murder Mysteries), вышедшего в Великобритании в 2018 году.